# Callionymus kailolae
 Callionymus kailolae és una espècie de peix de la família dels cal·lionímids i de l'ordre dels cipriniformes que es troba a Austràlia Occidental.